# Narcyz (imię)
Narcyz – imię męskie pochodzenia greckiego, które wywodzi się od wyrazu pospolitego „narcyz” (ναρκισσος, narkissos), wywodzące się od słowa narkáō – „odurzający, znieczulający”. W mitologii greckiej Narcyz był młodzieńcem, który zakochał się we własnym odbiciu i umarł wpatrując się w jego widok.
Kościół katolicki zna kilku świętych i 2 błogosławionych (narodowości polskiej) o tym imieniu. W Polsce jest ono poświadczone od 1495 roku.
Imię pozostaje imieniem rzadkim. W styczniu 2025 r. w rejestrze PESEL, wśród publicznie dostępnych danych dotyczących osób żyjących, wykazano 460 mężczyzn o imieniu Narcyz nadanym jako imię pierwsze.
Żeński odpowiednik: Narcyza.
Narcyz imieniny obchodzi:
- 2 stycznia, jako wspomnienie św. Narcyza, wspominanego razem ze swymi braćmi: śwśw. Argeusem i Marcelinem – męczenników (+ pocz. IV w.)[4]
- 18 marca[5][2][6][7], jako wspomnienie św. Narcyza, wspominanego razem ze św. Feliksem
- 12 czerwca, jako wspomnienie bł. Narcyza Putza i Narcyza Turchana
- 17 września[5][2][6], jako wspomnienie św. Narcyza, wspominanego razem ze św. Krescencjonem
- 29 października[5][2][6], jako wspomnienie św. Narcyza, biskupa Jerozolimy
- 31 października, jako wspomnienie św. Narcyza, wspominanego razem ze śwśw. Urbanem i Ampliatem

## Mężczyźni o imieniu Narcyz
- Narcisse-Fortunat Belleau – kanadyjski polityk, prawnik i przedsiębiorca, ko-premier rządu Prowincji Kanady
- Narcyz Celiński – uczestnik powstania styczniowego, zesłaniec syberyjski, przywódca powstania zabajkalskiego w 1866
- Narcis De Carreras – prezydent klubu FC Barcelona w latach 1968–1969
- Narcyz Figietti – major w powstaniu styczniowym, uczestnik powstania węgierskiego 1848–49
- Narcyz Jankowski –  jeden z przywódców powstania styczniowego
- Olivier Kapo – właściwie Narcisse-Olivier Kapo-Obou, francuski piłkarz urodzony na Wybrzeżu Kości Słoniowej
- Narcyz Łubnicki – filozof, profesor UMCS w Lublinie
- Narcyz Olizar – hrabia, senator kasztelan Królestwa Polskiego, poseł na Sejm 1831
- bł. Narcyz Putz – ksiądz katolicki, błogosławiony
- bł. Narcyz Turchan – duchowny, jeden ze 108 błogosławionych męczenników
- Aleksander Narcyz Przezdziecki – mediewista
- Paul Narcyz Rosenstein-Rodan – austriacki ekonomista polskiego pochodzenia.